# Protopodit

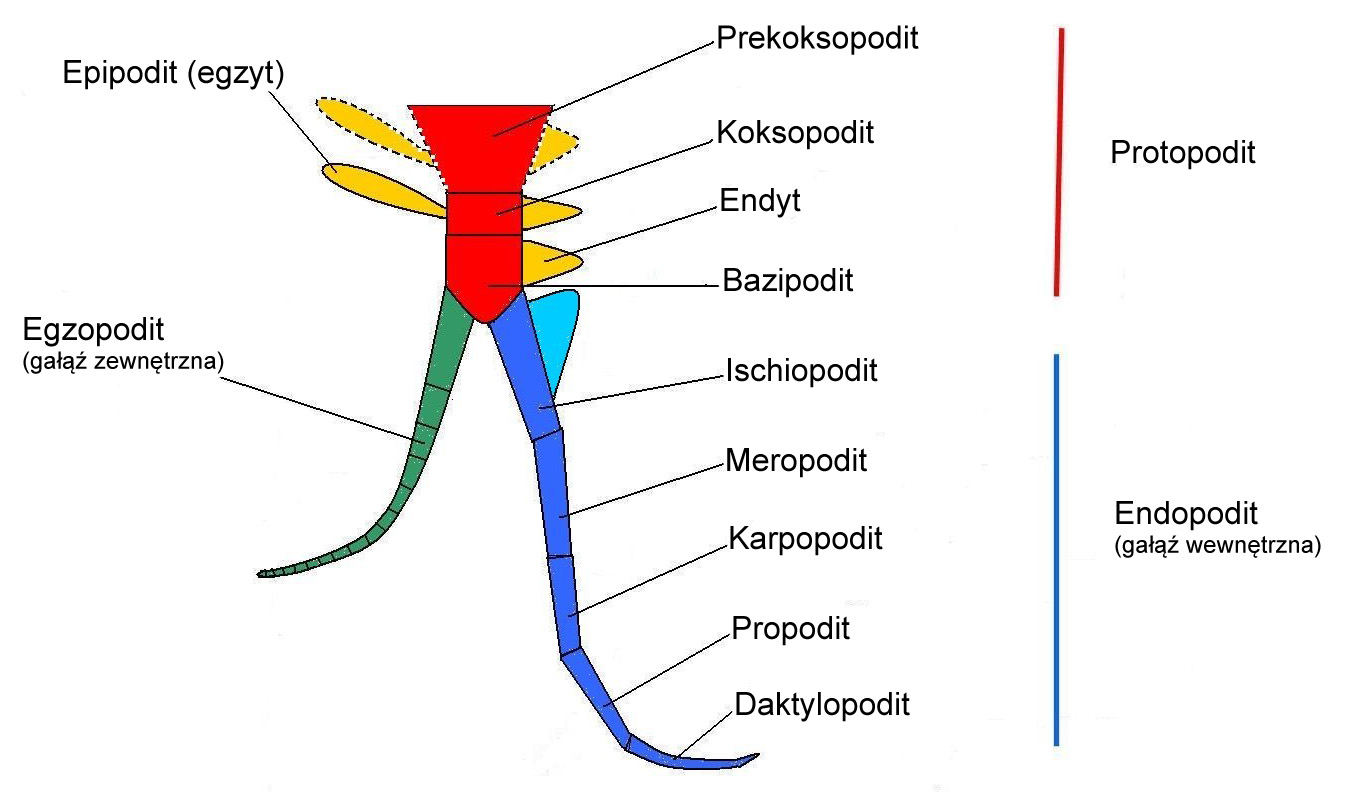
Odnóże dwugałęziste skorupiaka

Protopodit – nasadowa część odnóża stawonogów.
Część ta jest łatwo wyróżnialna w odnóżach dwugałęzistych skorupiaków i trylobitów, natomiast może być słabo odgraniczona od endopoditu w przypadku odnóży jednogałęzistych. Protopodit złożony jest z prekoksopoditu, koksopoditu i bazipoditu, którym u bardziej zaawansowanych form odpowiadają przedbiodrze, biodro i krętarz. Z protopoditu wyrastają obie gałęzie odnóża dwugałęzistego: endopodit i egzopodit.
Wewnętrzna krawędź protopoditu wyposażona może być w płatkowate wyrostki zwane endytami, a w przypadku zlania się segmentów protopoditu cała wewnętrzna krawędź może być uwypuklona i opatrzona kolcami, tworząc gnatobazę. Ta ostatnia sytuacja ma miejsce w przypadku trylobitów, nogołaszczków i odnóży krocznych skrzypłoczy, nogogłaszczków pająków czy drugiej pary odnóży krocznych skorpionów i części kosarzy. Endyty lub gnatobazy zachowują się też u licznych skorupiaków oraz na szczękach II pary pareczników, drobnonogów i sześcionogów.